# 78 Diana
För andra betydelser, se Diana (olika betydelser).
78 Diana är en stor asteroid upptäckt 15 mars 1863 av den tyske astronomen Karl Theodor Robert Luther i Düsseldorf. Asteroiden har fått sitt namn efter den romerska gudinnan Diana.
Observationer av en ockultation av en stjärna 4 september 1980 gav att asteroidens diameter är 116 kilometer. Dess yta är mörk och består troligtvis av karbonater.